# يوسف دان
يوسف دان (بالرومانية: Iosif Dan)‏ هو سياسي روماني، ولد في 14 أكتوبر 1950 في بوخارست في رومانيا، وتوفي في 5 ديسمبر 2007 في نوفوسيبيرسك في روسيا بسبب سرطان الرئة. حزبياً، نشط في Provisional Council of National Unity ‏. وقد انتخب عضو مجلس شيوخ رومانيا ‏ وانتخب عضو مجلس النواب في رومانيا.